# Gösta Laurell
Gustaf (Gösta) Axel Laurell, född 18 januari 1855 i Karlstad, död 24 januari 1928 i Uppsala, var en svensk ingenjör. 
Laurell avlade mogenhetsexamen 1876, inskrevs samma år vid Teknologiska institutet, där han avlade avgångsexamen 1880. Han var verkmästare vid Jössefors trämassefabrik 1880–1883 och vid Borkhults trämassefabrik 1883, ingenjör vid byggandet av Klarafors cellulosafabrik 1884–1886, anställd vid Örebro kanalbyggnad samt vid Örebro stads vattenledning och dräneringsbyggnad 1886–1889, anställd hos major Pehr Laurell 1889–1896 och utförde därunder åtskilliga hamn- och vattenbyggnader, däribland inloppen till Luleå och Piteå samt var stadsingenjör i Uppsala stad från 1897 och hamningenjör där från 1900.